# Luzinópolis
Luzinópolis este un oraș în Tocantins (TO), Brazilia.